# Galegeeska rufescens
Galegeeska rufescens é uma espécie de musaranho-elefante da família Macroscelididae. Pode ser encontrada na Etiópia, Quênia, Somália, Sudão, Tanzânia e Uganda.